# Lincoln Tate
Lincoln Tate, né James Harmon Kennelly, le 1er décembre 1934 dans le Comté de Harris (Texas), mort le 16 décembre 2001 à Woodland Hills (Los Angeles), est un acteur américain.

## Biographie
James Harmon Kennelly sert dans les Marines. 
Il joue dans plus de vingt films entre 1965 et 1988.
Après quelques rôles mineurs dans des films américains et des séries télévisées, il se rend en Italie où il joue des rôles de protagoniste dans des westerns spaghetti. Il revient ensuite aux États-Unis pour quelques rôles, jusqu'à sa dernière prestation dans Grotesque (en) (1988), où il est aussi producteur associé.

## Filmographie
- 1966 : Texas, nous voilà (Texas Across the River) de Michael Gordon : un homme (non crédité)
- 1968 : Trahison à Stockholm (Rapporto Fuller, base Stoccolma) de Sergio Grieco : Pearson
- 1971 : Chaco (Bastardo, vamos a matar) de Gino Mangini : Gringo
- 1971 : Son nom est Pote (Il suo nome era Pot... ma... lo chiamavano Allegria) de Lucio Giachin et Demofilo Fidani : Steve
- 1971 : Acquasanta Joe de Mario Gariazzo : Acquasanta Joe
- 1971 : Sam Wallash, on l'appelle Ainsi soit-il (Era Sam Wallash!.. Lo chiamavano.. E così sia!) de Demofilo Fidani : lui-même (non crédité)
- 1971 : Les Cinq Brigands de l'Ouest (Spirito Santo e le 5 magnifiche canaglie) de Roberto Mauri : Powers
- 1971 : Alléluia défie l'Ouest (Il West ti va stretto, amico... è arrivato Alleluja) de Giuliano Carnimeo : Archie
- 1973 : ...E il terzo giorno arrivò il corvo de Gianni Crea : Link Kennedy / Connelly
- 1973 : Les Amazones font l'amour et la guerre (Le Amazzoni - Donne d'amore e di guerra) d'Alfonso Brescia : Zeno
- 1973 : La Fureur d'un flic (La mano spietata della legge) de Mario Gariazzo : Joe Gambino
- 1973 : Des dollars plein la gueule (Più forte sorelle) de Renzo Girolami : Amen
- 1981 : Le Justicier solitaire (The Legend of the Lone Ranger) de William A. Fraker : George A. Custer
- 1988 : Grotesque (en) de Joe Tornatore : Blane